# Itō Einosuke
Itō Einosuke (en japonés: 伊藤 永之介;  Akita, 21 de noviembre de 1903-26 de julio de 1959) fue un escritor japonés.

## Biografía
Tras terminar sus estudios, trabajó en un banco y comenzó a escribir artículos para revistas. En 1924, se mudó a Tokio y comenzó a publicar para la revista socialista Bungei Sensen (文芸戦線) fundada por Yōbun Kaneko. Gracias a la publicación de la historia Mienai Kōzan (見えない鉱山) de 1928 en esa revista, empezó a ganar notoriedad como escritor de literatura proletaria. Más tarde se dedicó a la literatura popular, con un estilo más directo. Su obra más conocida es probablemente Keisatsu Nikki ("Diario de un oficial de policía", 1952), en la que se cuentan historias de la vida de pueblo desde el punto de vista de un policía.
Al menos dos de sus historias han sido llevadas al cine: Keisatsu nikki (警察日記), en 1951, con guion de Ide Toshirō (井手 俊郎); y Uguisu ("El Ruiseñor"), dirigida en 1938 por Shirō Toyoda, que se inspira de una historia homónima que también tiene lugar en un entorno rural.